# Католицизм в Ливии

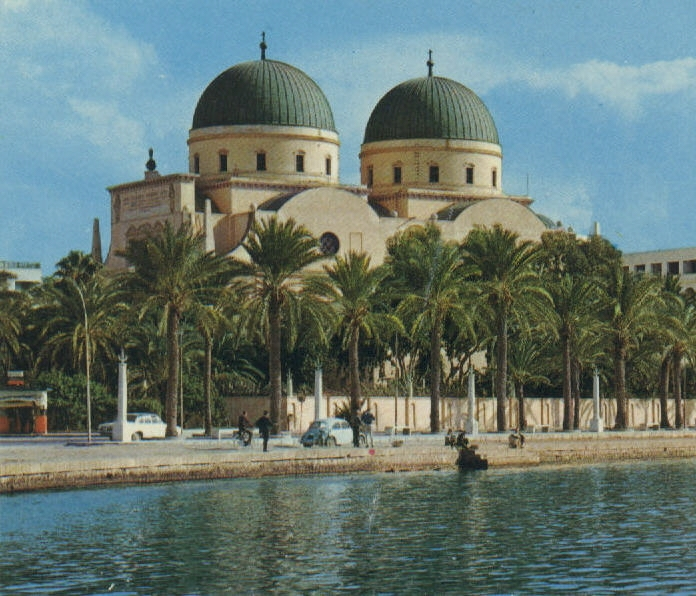
Бывший кафедральный собор в Бенгази

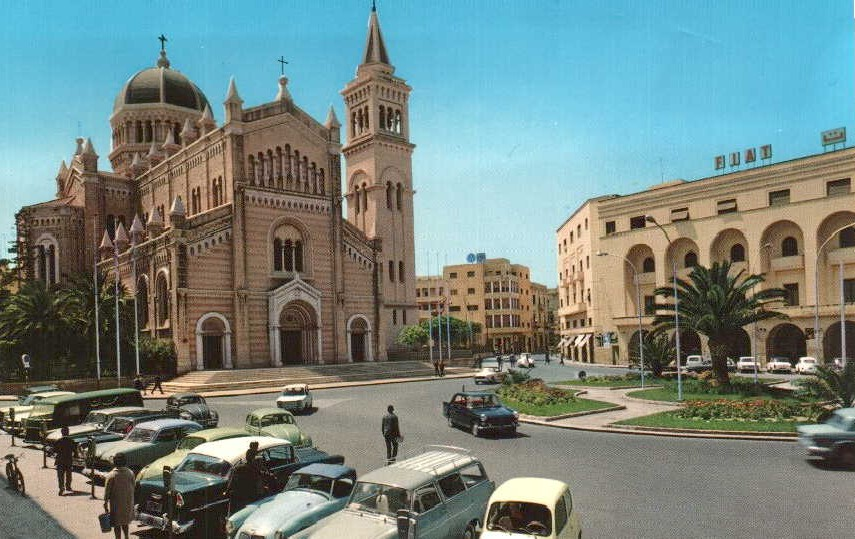
Бывший собор в Триполи

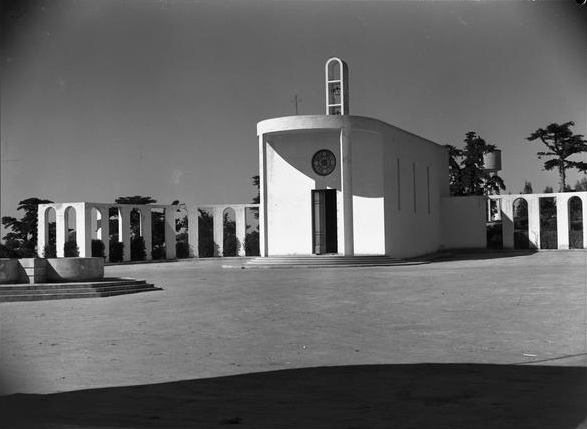
Католическая церковь в Аль-Байде, 1940 г.

Католицизм в Ливии — часть Католическая церкви в Ливии. Численность католиков в Ливии составляет около 100 тысяч человек (около 1,4 % от общей численности населения).

## История
Христианство появилось на территории сегодняшней Ливии в I веке. Столица римской провинции Киренаики был известный культурный и экономический центр региона город Кирена, в котором уже в I веке стали селиться христиане. В становлении христианства в Киренаике значимую роль сыграла епархия Кирены, первым епископом которой был святой Луций, которого, как считает христианское Предание, рукоположил святой апостол Марк. Во время гонений христиан при императоре Диоклетиане в Кирене погибли мученической смертью епископ Феодор, дьякон Ириней, чтец Лектор и дева Кирилла. В V веке в Кирене проживал христианский богослов-неоплатоник Синезий. В начале V века Киренаика была завоёвана вандалами, которые исповедовали арианство.
В VII веке Киренаика перешла в руки мусульман; государственной религией стал ислам и число христиан стало сокращаться. 
В 1913 году, когда Ливия стала колонией Италии здесь проживало незначительное христианское население, которые в основном было представлено православными Александрийской православной церкви и Коптской православной церкви.
Миссионерская деятельность Католической церкви в Ливии началась в середине XVII века, когда в Киренаику прибыли миссионеры из монашеского ордена францисканцев, которые занимались выкупом христиан-рабов. В 1630 году Святой Престол учредил первую католическую структуру Апостольская префектура Триполи (сегодня — Апостольский викариат Триполи), которая в 1894 году была преобразована в апостольский викариат. В юрисдикции апостольского викариата Триполи входила вся территория сегодняшней Ливии.
В начале XX века в Ливии проживало несколько тысяч итальянцев. В 1913 году после итало-турецкой войны началась итальянская колонизация Ливии. В 1927 году был образованы апостольские викариаты Триполитании и Киренаики. В 1938 году в Ливию были переселены около 28 тысяч итальянцев, которые основали здесь 38 новых поселений на побережье Киренаики. В 1939 году Бенито Муссолини объявил о планах создания Великой Италии, в которую входила северная часть современной Ливии и Тунис. С этого времени на побережье Кирениаки началось обширное строительство итальянских колонистских поселений. Для колонистов в Ливии строились многочисленные католические храмы. В это время были построены кафедральные соборы в Триполи и Бенгази. В 1939 году Святой Престол учредил в Ливии новые апостольский викариат Дерны и апостольская префектура Мисураты. До начала II мировой войны в Ливии проживало около 120 тысяч итальянцев. В послевоенное время численность католиков, проживавших в Ливии, стала снижаться.
После революции 1969 года большинство католических храмов в Ливии были закрыты. Кафедральные соборы в Триполи и Бенгази были переоборудованы национализированы или использовались не по назначению. В настоящее время католические священнослужители занимаются пастырской деятельность в основном на побережье страны. Верующими являются немногочисленные италоливийцы, африканские эмигранты и промышленные рабочие из различных стран.
С 1965 года в Ливии действовала апостольская делегатура, в которую также входил Алжир. В 1997 году между Ватиканом и Ливией были установлены дипломатические отношения. 10 мая 1997 года Римский папа Иоанн Павел II издал бреве Ad firmiores reddendas, которым назначил апостольского нунция в Ливии. C 1995 года резиденция нунция находится на Мальте.
Апостольские делегаты:
- Джон Гордон (1965—1967) — титулярный архиепископ Никополя Месты;
- Санте Порталупи (1967—1979) — титулярный архиепископ Кристополя;
- Габриэль Монтальво Игера (1980—1986) — титулярный епископ Целены;
- Джованни Де Андреа (1986—1989) — титулярный архиепископ Аквавивы;
- Эдмонд И. Фархат (1989—1995) — титулярный архиепископ Библа;
- Хосе Себастиан Лабоа Гальего (1995—1997) — титулярный архиепископ Зарая.

Апостольские нунции:
- Хосе Себастиан Лабоа Гальего (1997—1998);
- Луиджи Гатти (1998—2001) — титулярный архиепископ Санта-Джусты;
- Луиджи Конти (2001—2003) — титулярный архиепископ Грацианы;
- Феликс дель Бланко Прието (2003—2007) — титулярный архиепископ Ванниды;
- Томмасо Капуто (2007 — по настоящее время — титулярный архиепископ Отриколи.

## Структура
В Ливии действуют четыре католические церковные структуры:
- Апостольская префектура Мисураты;
- Апостольский викариат Бенгази;
- Апостольский викариат Дерны;
- Апостольский викариат Триполи.

Католическая церковь Ливии входит в централизованную католическую структуру «Региональная епископская конференция Северной Африки» (Conférence Episcopale Regionale du Nord de l’Afrique, CERNA), которая объединяет католические общины Ливии, Алжира, Туниса, Марокко и Западной Сахары.

## Источник
- Католическая энциклопедия, т. 2, М., 2005, изд. Францисканцев, стр. 1654—1655, ISBN 5-89208-054-4